# Компьень-Сюд-Уэст

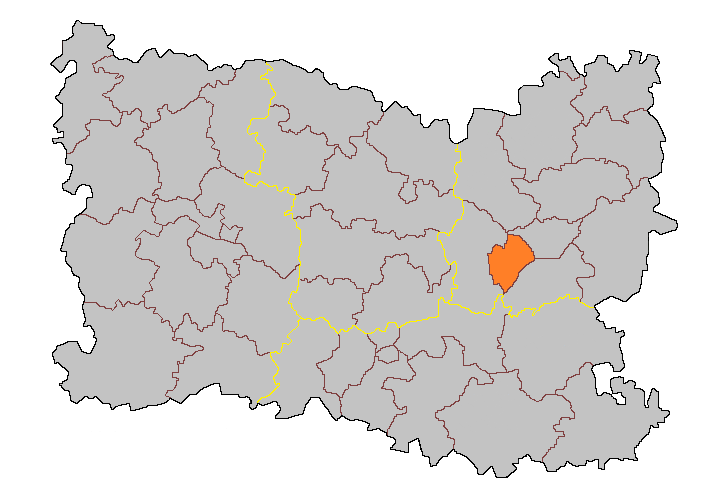
Кантон Компьень-Сюд-Уэст на карте департамента Уаза

Компьень-Сюд-Уэст (фр. Compiègne-Sud-Ouest) — упраздненный кантон во Франции, регион Пикардия, департамент Уаза. Входил в состав округа Компьень.
В состав кантона входили коммуны (население по данным Национального института статистики за 2010 г.):
- Арманкур (558 чел.)
- Венетт (2 762 чел.)
- Жо (2 303 чел.)
- Жонкьер (586 чел.)
- Компьень (14 715 чел.) (частично)
- Ле-Мё (1 992 чел.)

## Экономика
Структура занятости населения (без учета города Компьень) :
- сельское хозяйство — 0,6 %
- промышленность — 19,8 %
- строительство — 6,0 %
- торговля, транспорт и сфера услуг — 64,2 %
- государственные и муниципальные службы — 9,5 %

## Политика
На президентских выборах 2012 г. жители кантона отдали в 1-м туре Николя Саркози 31,0 % голосов против 26,2 % у Франсуа Олланда и 19,3 % у Марин Ле Пен, во 2-м туре в кантоне победил Саркози, получивший 53,6 % (2007 г. 1 тур: Саркози  — 36,4 %, Сеголен Руаяль — 21,5 %; 2 тур: Саркози — 59,7 %). На выборах в Национальное собрание в 2012 г. по 5-му избирательному округу департамента Уаза они поддержали действующего депутата, кандидата партии Союз за народное движение Люсьена Дегоши, получившего 36,7 % голосов в 1-м туре и 55,3 % голосов - во 2-м туре.
|  | Кандидат       | Партия                    | % голосов |
|  | -------------- | ------------------------- | --------- |
|  | Франсуа Феррьё | Социалистическая партия   | 64,95     |
|  | Эрик Веррье    | Союз за народное движение | 35,05     |